# Samuel Kwaku Danquah
Samuel Kwaku Danquah (* 4. Mai 1992 in Accra) ist ein ghanaischer Fußballspieler.

## Karriere
Samuel Kwaku Danquah stand von Juli 2010 bis Juni 2014 beim Bangkok FC unter Vertrag. Wo er vorher gespielt hat, ist unbekannt. Der Verein aus der thailändischen Hauptstadt Bangkok spielte in der dritten Liga, der damaligen Regional League Division 2, in der Region Bangkok. Ende 2010 wurde man Meister und stieg somit in die zweite Liga auf. Mitte 2014 verließ er Bangkok und wechselte nach Khon Kaen. Hier unterschrieb er einen Vertrag beim Ligakonkurrenten Khon Kaen FC. Ende 2014 musste er mit Khon Kaen den Weg in die Drittklassigkeit antreten. Der griechische Zweitligist Anagennisi Karditsa nahm ihn Mitte 2016 unter Vertrag. Mit dem Klub aus Karditsa spielte er in der zweiten Liga, der Football League. Für Karditsa absolvierte er 24 Zweitligaspiele und schoss dabei ein Tor. Von August 2017 bis Juni 2018 spielte er für die griechischen Vereine Paniliakos Pyrgos und Panathinaikos Athlitikos Omilos. Anschließend war er über ein Jahr vereinslos und schloss sich dann in seiner Heimat Ghana dem Wamanafo Mighty Royals FC an.

## Erfolge
Bangkok FC
- Regional League Division 2 – Bangkok: 2010  ▲